# لکسی براون
لکسی براون (انگلیسی: Lexie Brown؛ زادهٔ ۲۷ اکتبر ۱۹۹۴) بازیکن بسکتبال اهل ایالات متحده آمریکا است.